# Бакри, Адам
 Адам Бакри (араб. آدم بكري‎) — израильский актёр арабского происхождения.

## Детство и юность
Родился в Назарете в 1988 году. Происходит из арабской кинематографической семьи. Его отец и братья также связаны с кино. После окончания курса бакалавриата по английской литературе и театральному искусству в университете Тель-Авива продолжил образование в Нью-Йорке.

## Карьера
Начал театральную карьеру в 13 лет, выступая в театре «Аль Мидан» в Назарете и Хайфе. Вскоре после получения образования сыграл главную роль в фильме «Омар», номинированном в 2014 году на премию «Оскар» в качестве лучшего фильма на иностранном языке.
В 2014 году был отобран на главную мужскую роль в британском фильме «Али и Нино», по одноимённому роману, рассказывающему о любовной истории на фоне бурных событий 1917—1920 годов в Азербайджане. В 2018 году Бакри играл главную мужскую роль в фильме «Slam», снимавшемся в Сиднее, Австралия.